# Liste der Anime-Titel/E

## E
| Name                                                                              | Alternative Namen | Veröffentlichungsjahr | Studio(s)                       |
| --------------------------------------------------------------------------------- | --- | --------------------- | ------------------------------- |
| E’s Otherwise (26 Folgen)                                                         | E'S OTHERWISE | 2003 als Fernsehserie | Studio Pierrot                  |
| Eagle Sam (51 Folgen)                                                             | イーグルサム, Īguru Samu | 1983 als Fernsehserie | Dax International               |
| Early Reins (eine Folge)                                                          | アーリーレインズ, Ārī Reinzu | 2003 als OVA          | Oriental Light and Magic        |
| Earthian (4 Folgen)                                                               | アーシアン, Āshian | 1989 als OVA          | J.C.Staff                       |
| Easy Cooking Animation: Seishun no Shokutaku (25 Folgen)                          | EASY COOKING ANIMATION セイシュンの食卓 | 1989 als Fernsehserie | Madhouse                        |
| Eat-Man (12 Folgen)                                                               | イートマン, Ītoman | 1997 als Fernsehserie | Studio Deen                     |
| ↳ Eat-Man ’98 (12 Folgen)                                                         | イートマン ’98, Ītoman ’98 | 1998 als Fernsehserie | Studio Deen                     |
| Ebenbourg no Kaze (2 Folgen)                                                      | エーベンブルグの風, Ēbenburugu no Kaze | 2003 als OVA          | Amumo, Arms (Studio)            |
| Ebiten: Kōritsu Ebisugawa Kōkō Tenmonbu (10 Folgen)                               | えびてん 公立海老栖川高校天悶部 | 2012 als Fernsehserie | AIC Classic                     |
| Eden of the East (11 Folgen)                                                      | 東のエデン, Higashi no Eden | 2009 als Fernsehserie | Production I.G                  |
| ↳ Eden of the East – Der König von Eden                                           | 東のエデン 劇場版I The King of Eden, Higashi no Eden Gekijōban I: The King of Eden                                                                                      | 2009 als Film         | Production I.G                  |
| ↳ Eden of the East – Das verlorene Paradies                                       | 東のエデン 劇場版II Paradise Lost, Higashi no Eden Gekijōban II: Paradise Lost                                                                                          | 2010 als Film         | Production I.G                  |
| Edokko Boy: Gatten Taro (22 Folgen)                                               | 江戸っ子ボーイ がってん太助 | 1990 als Fernsehserie | Studio Pierrot                  |
| ef – a tale of memories. (12 Folgen)                                              | | 2007 als Fernsehserie | Shaft                           |
| ↳ ef – a tale of melodies. (12 Folgen)                                            | | 2008 als Fernsehserie | Shaft                           |
| Eien no Aseria (2 Folgen)                                                         | 永遠のアセリア, The Eternal Aseria | 2005 als OVA          | Studio Matrix                   |
| Eien no Filena (6 Folgen)                                                         | 永遠のフィレーナ | 1992 als OVA          | Pierrot Project                 |
| Eien no Hō                                                                        | 永遠の法 | 2006 als Film         | Group TAC                       |
| Eiga Hana Kappa Hana-sake! Pakkaan Chō no Kuni no Daibōken                        | 映画はなかっぱ 花さけ！パッカ～ん♪蝶の国の大冒険 | 2013 als Film         | Oriental Light and Magic, Xebec |
| Eiga Ojarumaru Yakusoku no Natsu Ojaru to Semira                                  | 映画おじゃる丸 約束の夏 おじゃるとせみら | 2000 als Film         | Gallop (Studio)                 |
| Eight Man (57 Folgen)                                                             | エイトマン, Eitoman, 8-man | 1963 als Fernsehserie | TCJ Animation, Eiken            |
| ↳ 8-man After (4 Folgen)                                                          | エイトマン AFTER, Eitoman After, Cyber Desesperado, 8 Man After | 1993 als OVA          | J.C.Staff                       |
| Eigi – Shadow Skill (eine Folge)                                                  | 影技～SHADOW SKILL, Shadow Skill | 1995 als OVA          | Zero-G Room                     |
| ↳ Eigi – Shadow Skill (3 Folgen)                                                  | 影技～SHADOW SKILL, Shadow Skill: The Movie | 1996 als OVA          | Zero-G Room                     |
| ↳ Eigi – Shadow Skill (26 Folgen)                                                 | 影技～SHADOW SKILL | 1998 als Fernsehserie | Studio Deen                     |
| ↳ Shadow Skill: Kuruda-ryu Kōsatsu-hō no Himitsu (eine Folge)                     | SHADOW SKILL ～クルダ流交殺法の秘密～, Shadow Skill: Secret of the Kurudan Style                                                                                        | 2004 als OVA          | Tandm                           |
| Eiji (eine Folge)                                                                 | エイジ | 1990 als OVA          | Production I.G                  |
| Eiken (2 Folgen)                                                                  | エイケン | 2003 als OVA          | J.C.Staff                       |
| Eikoku Koi Monogatari Emma (12 Folgen)                                            | 英國戀物語エマ | 2005 als Fernsehserie | Studio Pierrot                  |
| ↳ Eikoku Koi Monogatari Emma Daini Maku Second Act (12 Folgen)                    | 英國戀物語エマ 第二幕 SECOND ACT | 2007 als Fernsehserie | Ajia-dō                         |
| Eikyū Kazoku (eine Folge)                                                         | 永久家族, Eternal Family | 1997 als OVA          | Studio 4°C                      |
| Eiyū Densetsu: Sora no Kiseki (2 Folgen)                                          | 英雄伝説 空の軌跡 THE ANIMATION | 2011 als OVA          | Kinema Citrus                   |
| Eiyū Gaiden Mozaika (4 Folgen)                                                    | 英雄凱伝モザイカ, Mozaika | 1991 als OVA          | Studio Deen                     |
| Eko Eko Azarak (2 Folgen)                                                         | エコエコアザラク | 2007 als OVA          | Tōei Animation                  |
| él (2 Folgen)                                                                     | エル, eru | 2001 als OVA          | Green Bunny                     |
| El Cazador (26 Folgen)                                                            | エル・カザド, Eru Kazado, El Cazador de la Bruja | 2007 als Fernsehserie | Bee Train                       |
| El Hazard                                                                         | |                       |                                 |
| ↳ Shimpi no Sekai El Hazard (7 Folgen)                                            | 神秘の世界エルハザード, Shinpi no Sekai Eru Hazādo | 1995 als OVA          | AIC                             |
| ↳ Shimpi no Sekai El Hazard 2 (4 Folgen)                                          | 神秘の世界 エルハザード2, Shinpi no Sekai Eru Hazādo 2 | 1997 als OVA          | AIC                             |
| ↳ Ijigen no Sekai El Hazard (13 Folgen)                                           | 異次元の世界エルハザード, Ijigen no Sekai Eru Hazādo | 1998 als Fernsehserie | AIC                             |
| ↳ Shimpi no Sekai El Hazard (26 Folgen)                                           | 神秘の世界エルハザード, Shinpi no Sekai Eru Hazādo | 1995 als Fernsehserie | AIC                             |
| élDLIVE (12 Folgen)                                                               | エルドライブ【elDLIVE】, Erudoraibu: élDLIVE | 2017 als Fernsehserie | Studio Pierrot                  |
| Elegant Yokai Apartment Life (26 Folgen)                                          | 妖怪アパートの幽雅な日常, Yōkai Apāto no Yūga na Nichijō | 2017 als Fernsehserie | Shin’ei Dōga                    |
| Elementhunters (39 Folgen)                                                        | エレメントハンター | 2009 als Fernsehserie | HeeWon Entertainment            |
| Elf 17 (eine Folge)                                                               | エルフ・１７ | 1987 als OVA          | Tōei Animation                  |
| Elf Hime Nina (eine Folge)                                                        | エルフ姫ニィーナ | 2010 als OVA          | Pixy                            |
| Elf no Futagohime Willan to Arsura (eine Folge)                                   | エルフの双子姫 ウィランとアルスラ | 2009 als OVA          | T-Rex                           |
| Elf no Waka Okusama (2 Folgen)                                                    | エルフの若奥様, Elven Bride | 1995 als OVA          | Pink Pineapple                  |
| Elf o karu Mono-tachi (12 Folgen)                                                 | エルフを狩るモノたち, Those Who Hunt Elves | 1996 als Fernsehserie | Amuse                           |
| ↳ Elf o karu Mono-tachi II (12 Folgen)                                            | エルフを狩るモノたち II, Those Who Hunt Elves 2 | 1997 als Fernsehserie | Amuse, Group TAC                |
| Elfen Lied (13 Folgen)                                                            | エルフェンリート, Erufen Rīto | 2004 als Fernsehserie | Arms                            |
| ↳ Elfen Lied (eine Folge)                                                         | エルフェンリート, Erufen Rīto, Elfen Lied Folge 10.5 | 2005 als OVA          | Arms                            |
| Elite Jack!! (2 Folgen)                                                           | エリートジャック!! | 2014 als OVA          | Wish                            |
| Elmer und der kleine Drache                                                       | エルマーの冒険 – My Father's Dragon, Elmer no Bōken – My Father's Dragon                                                                                                | 1997 als Film         |                                 |
| Elufina - Inyoru e to Urareta Ōkoku de… The Animation (3 Folgen)                  | エルフィーナ～淫夜へと売られた王国で…～ The Animation, Elufina - Servant Princess                                                                                       | 2003 als OVA          | Pink Pineapple                  |
| Emblem Take 2 (2 Folgen)                                                          | 代紋TAKE2 The Animation | 1993 als OVA          | Tōei Animation                  |
| Emma – Eine viktorianische Liebe (12 Folgen)                                      | 英國戀物語エマ, Eikoku Koi Monogatari Emma | 2005 als Fernsehserie | Studio Pierrot                  |
| ↳ Emma – Eine viktorianische Liebe (12 Folgen)                                    | 英國戀物語エマ 第二幕 SECOND ACT | 2007 als Fernsehserie | Ajia-dō                         |
| Enbo (6 Folgen)                                                                   | 艶母, Taboo Charming Mother | 2002 als OVA          | Milky                           |
| Das Ende aller Tage                                                               | FUTURE WAR 198X年, Future War 198X-nen | 1982 als Film         | Tōei Animation                  |
| Endless Serenade (eine Folge)                                                     | エンドレス セレナーデ | 2000 als OVA          | Digital Works                   |
| Endride (24 Folgen)                                                               | エンドライド, Endoraido | 2016 als Fernsehserie | Brain’s Base, Lapintrack        |
| Endro! (? Folgen)                                                                 | えんどろ〜! | 2019 als Fernsehserie | Studio Gokumi                   |
| Enmusubi no Yōko-chan (24 Folgen)                                                 | 縁結びの妖狐ちゃん | 2017 als Fernsehserie | Haoliners                       |
| Entotsuya Perō                                                                    | , 煙突屋ペローChimney Sweep Pero | 1933 als Kurzfilm     | Kyoto Doei                      |
| En’yoku (eine Folge)                                                              | 艶欲 | 2007 als OVA          | MS Pictures                     |
| Enzai (2 Folgen)                                                                  | 冤罪 | 2004 als OVA          |                                 |
| Erased – Die Stadt, in der es mich nicht gibt (12 Folgen)                         | 僕だけがいない街, Boku Dake ga Inai Machi, Erased | 2016 als Fernsehserie | A-1 Pictures                    |
| Erementar Gerad (26 Folgen)                                                       | エレメンタル ジェレイド | 2005 als Fernsehserie | Xebec                           |
| Ergo Proxy (23 Folgen)                                                            | エルゴプラクシー | 2006 als Fernsehserie | Manglobe                        |
| Ero-Manga Mitai na Koi Shiyō (2 Folgen)                                           | エロマンガみたいな恋しよう, Let’s Fall in Love the Ero-Manga | 2008 als OVA          | Pink Pineapple                  |
| Eromanga Sensei (12 Folgen)                                                       | エロマンガ先生 | 2017 als Fernsehserie | A-1 Pictures                    |
| Eroge! H mo Game mo Kaihatsu Zanmai (4 Folgen)                                    | えろげー！ ～Hもゲームも開発三昧～ | 2011 als OVA          | Collaboration Works             |
| Erzählung einer weißen Schlange                                                   | 白蛇伝, Hakujaden | 1958 als Film         | Tōei Animation                  |
| Es war einmal (12 Folgen)                                                         | まんが日本昔ばなし, Manga Nihon Mukashi Banashi | 1975 als Fernsehserie | Group TAC                       |
| ↳ Es war einmal (1453 Folgen)                                                     | まんが日本昔ばなし, Manga Nihon Mukashi Banashi | 1976 als Fernsehserie | Group TAC                       |
| Escha & Logy no Atelier – Tasogare no Sora no Renkinjutsushi (12 Folgen)          | エスカ&ロジーのアトリエ 〜黄昏の空の錬金術士〜, Esuka & Rojī no Atorie – Tasogare no Sora no Renkinjutsushi                                                             | 2014 als Fernsehserie | Studio Gokumi                   |
| Esper Bishōjo Manami (eine Folge)                                                 | エスパー美少女まなみ, Sexy Fighter Manami | 2001 als OVA          | Obtain Future                   |
| ESPer Mami (119 Folgen)                                                           | エスパー魔美 | 1987 als Fernsehserie | Shin’ei Animation               |
| ↳ ESPer Mami: Hoshizora no Dancing Doll                                           | エスパー魔美 星空のダンシングドール | 1988 als Film         | Shin’ei Animation               |
| Etchies (2 Folgen)                                                                | えっちーず | 1997 als OVA          | Pink Pineapple                  |
| Etotama (12 Folgen)                                                               | えとたま | 2015 als Fernsehserie | Encourage Films, Shirogumi      |
| Euphoria (2 Folgen)                                                               | ユーフォリア | 2011 als OVA          | Magin                           |
| Eureka Seven (51 Folgen)                                                          | 交響詩篇エウレカセブン, Kōkyōshihen Eureka Sebun, Psalms of Planets Eureka seveN                                                                                        | 2005 als Fernsehserie | Bones                           |
| ↳ Eureka Seven – Good Night, Sleep Tight, Young Lovers                            | 交響詩篇エウレカセブン ポケットが虹でいっぱい, Kōkyōshihen Eureka Sebun: Poketto ga Niji de Ippai, Psalms of Planets Eureka seveN good night, sleep tight, young lovers | 2009 als Film         | Kinema Citrus                   |
| ↳ Eureka Seven AO (24 Folgen)                                                     | エウレカセブンAO, Eureka Sebun AO, Eureka Seven Astral Ocean | 2012 als Fernsehserie | Bones                           |
| ↳ Eureka Seven AO – Jungfrau no Hanabana-tachi (eine Folge)                       | エウレカセブンAO ―ユングフラウの花々たち―, Eureka Sebun AO – Yungufurau no Hanabana-tachi                                                                               | 2012 als OVA          | Bones                           |
| Eve no Jikan (6 Folgen)                                                           | イヴの時間, Time of Eve | 2008 als Web-Anime    | Studio Rikka                    |
| Evil or Live (12 Folgen)                                                          | EVIL OR LIVE | 2017 als Fernsehserie | Animation Company Emon          |
| Die Ewigkeit, die du dir wünschst (14 Folgen)                                     | 君が望む永遠, Kimi ga Nozomu Eien, 君のぞ, KimiNozo, Rumbling Hearts | 2003 als Fernsehserie | Studio Fantasia                 |
| ↳ Kimi ga Nozomu Eien Gaiden: Akane Maniax – Nagareboshi Densetsu Gōda (3 Folgen) | 君が望む永遠外伝 アカネマニアックス〜流れ星伝説剛田〜, Akane Maniax | 2004 als OVA          | Silver                          |
| ↳ AyuMayu Gekijō (7 Folgen)                                                       | あゆまゆ劇場, AyuMayu Theater | 2006 als Web-Anime    | Age                             |
| ↳ Kimi ga Nozomu Eien – Next Season (4 Folgen)                                    | 君が望む永遠 〜Next Season〜 | 2007 als OVA          | Brain’s Base                    |
| éX-Driver (6 Folgen)                                                              | エクスドライバー, éX-D | 2000 als OVA          | Actas                           |
| ↳ éX-Driver: The Movie                                                            | エクスドライバー the Movie | 2002 als Film         | Actas                           |
| ↳ éX-Driver: Nina&Rei Danger Zone (eine Folge)                                    | エクスドライバー Nina&Rei Danger Zone | 2002 als OVA          | Actas                           |
| Examurai Sengoku (24 Folgen)                                                      | エグザムライ戦国, Exile Generation | 2009 als Fernsehserie | TMS Entertainment               |
| Excel Saga (26 Folgen)                                                            | へっぽこ実験アニメーション エクセル・サーガ, Weird Anime Excel Saga | 1999 als Fernsehserie | J.C.Staff                       |
| Expelled from Paradise                                                            | 楽園追放 -Expelled from Paradise-, Rakuen Tsuihō – Expelled from Paradise                                                                                               | 2014 als Film         | Graphinica                      |
| Exper Zenon (eine Folge)                                                          | エクスパーゼノン, Ekusupā Zenon | 1991 als OVA          | Studio Fantasia                 |
| Explorer Woman Ray (2 Folgen)                                                     | The Explorer | 1989 als OVA          | AIC                             |
| Extra (eine Folge)                                                                | | 1995 als OVA          | Studio 4°C                      |
| Eyeshield 21                                                                      | アイシールド21, The Illusionary Golden Bowl | 2003 als Film         | Production I.G                  |
| ↳ Eyeshield 21 (145 Folgen)                                                       | アイシールド21 | 2005 als Fernsehserie | Gallop                          |